# Gopeshwar
Gopeshwar (auch Chamoli Gopeshwar, Hindi चमोली गोपेश्वर) ist eine Kleinstadt im indischen Bundesstaat Uttarakhand.
Die Stadt ist Hauptstadt des Distrikts Chamoli. Gopeshwar hat den Status einer Nagar Palika Parishad. Die Stadt ist in 9 Wards gegliedert. Sie hatte am Stichtag der Volkszählung 2011 insgesamt 21.447 Einwohner, von denen 11.432 Männer und 10.015 Frauen waren. Hindus bilden mit einem Anteil von ca. 96 % die größte Gruppe der Bevölkerung in der Stadt gefolgt von Muslimen mit ca. 4 %. Die Alphabetisierungsrate lag 2011 bei 78,82 %.
Gopeshwar ist gut über Straßen verbunden und das ganze Jahr über zugänglich. Der nächstgelegene Flughafen befindet sich bei Jolly Grant in Dehradun und ist rund 227 Kilometer von Gopeshwar entfernt. Der nächstgelegene Bahnhof ist bei Rishikesh in einer Entfernung von etwa 210 Kilometern.

## Persönlichkeiten
- Chandi Prasad Bhatt (* 1934), Umweltschützer und Sozialaktivist